# 阿勒特岩
54°15′S 36°22′W / 54.250°S 36.367°W
阿勒特岩（英語：Alert Rock），是南極洲的岩石，位於南喬治亞群島，處於巴爾夫角東南面3公里的昆伯蘭灣終點東岸，在1929年由英國研究隊繪入地圖，由英國海外領土管轄。